# 李琄 (唐朝)
李琄（?—?），唐朝宗室。唐睿宗之孙，薛王（惠宣太子）李業的儿子。
天宝三载（744年）二月丁丑，唐玄宗封大哥李宪（宁王、让皇帝）之子李琳为嗣宁王，故邠王李守礼之子李承宁为嗣邠王，李宪之子李璹为嗣申王，李業之子李珍为嗣岐王，李琄为嗣薛王。李琄官至金紫光禄大夫、鸿胪卿同正员。天宝五载（746年）七月，李琄的舅舅刑部尚书韦坚为右相李林甫所陷害，流放到临封郡，赐死。李琄贬为夷陵郡别驾。又敕嗣薛王李琄夷陵郡员外别驾长任，其母韦氏随李琄到夷陵郡，最后以忧死。天宝七载（748年），停李琄嗣薛王，于夜郎郡安置，后改到南浦郡。天宝十四载（755年），安禄山反，李琄回到西京。

## 家庭

### 父母
- 京兆韦氏，出自京兆韦氏彭城公房，兖州刺史韦元珪之女

### 王妃
- 薛柔顺，驸马都尉、汾阴公薛儆之女，开元二十九年因诞育男子而暴疾而亡

### 子女
- 李邃，嗣薛王